# Листяні ліси Сумби
Листяні ліси Сумби (ідентифікатор WWF: AA0203) — австралазійський екорегіон тропічних та субтропічних сухих широколистяних лісів, розташований на Малих Зондських островах.

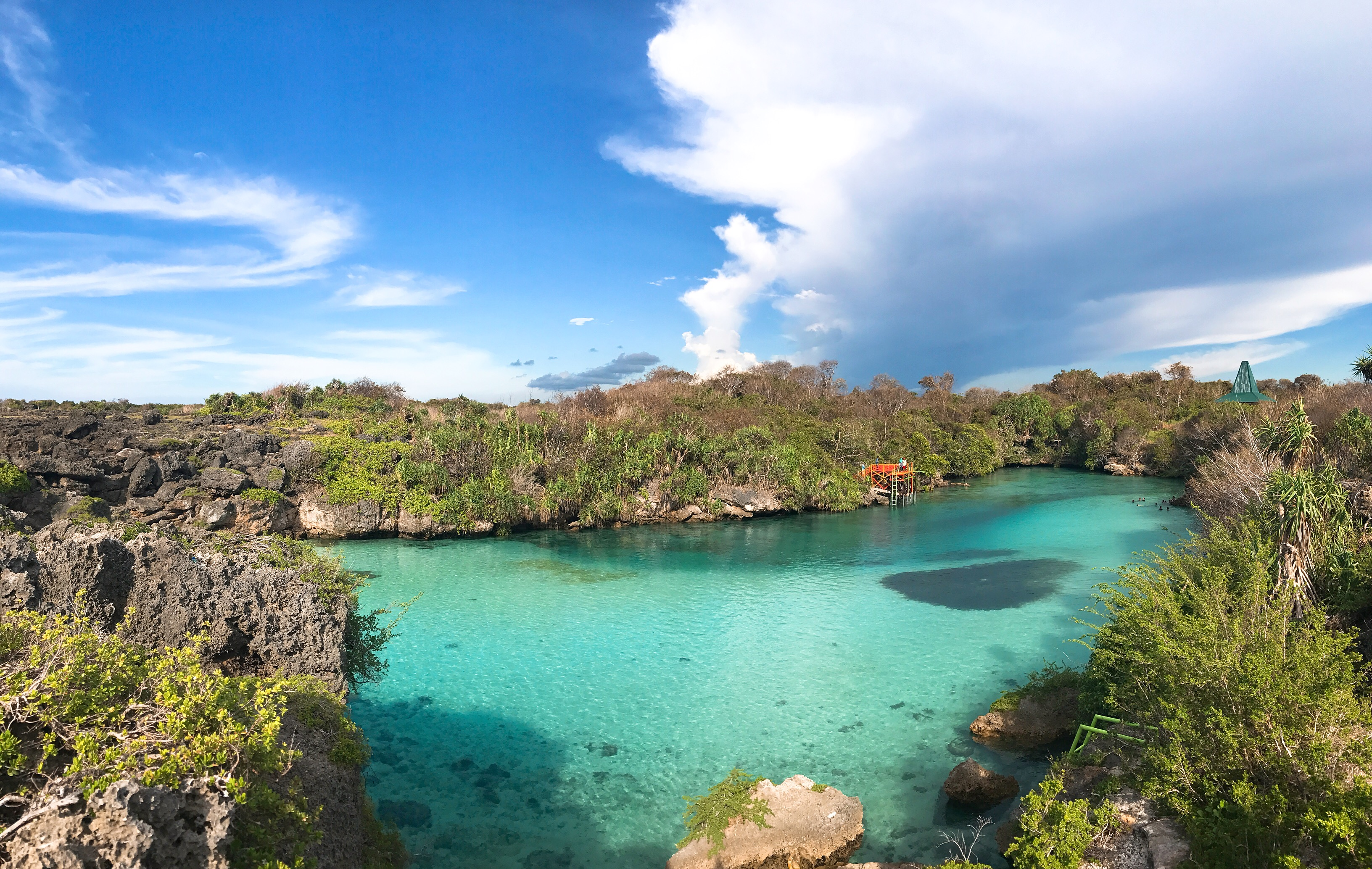
Лагуна Веекурі на Сумбі

## Географія
Екорегіон листяних лісів Сумби охоплює острів Сумба площею приблизно 11 244 км², розташований на півдні архіпелагу Малих Зондських островів. З півдня він омивається водами Індійського океану, а зі сходу — водами моря Саву. Протока Сумба відділяє Сумбу від островів Сумбава, Комодо і Флорес, розташованих північніше, а море Саву — від островів Саву, Роте і Тимор, розташованих східніше. Як і решта Малих Зондських островів, Сумба є частиною регіону Воллесії, флора і фауна якого характеризуються поєднанням азійських та австралійських елементів, а також включає багато ендемічних видів, які еволюціонували в ізоляції.
З геологічної точки зору основу Сумби складають пісковики та аргіліти, серед яких подекуди трапляються магматичні інтрузії, перекриті молодими вапняками. Вважається, що Сумба є фрагментом австралійської континентальної кори, який відокремився від Австралії приблизно 20 мільйонів років тому. Пізніше подібним чином утворився сусідній острів Тимор. Рельєф Сумби доволі фрагментований і складається з глибоко розчленованих плато, які переважно лежать на висоті до 1000 м над рівнем моря. На відміну від інших Малих Зондських островів вулкани на острові відсутні. Найвищою вершиною Сумби є гора Ванггаметі заввишки 1225 м.

## Клімат
На більшій частині Сумби переважає саванний клімат (Aw за класифікацією кліматів Кеппена), а в горах на заході острова — мусонний клімат (Am за класифікацією Кеппена). Середньорічна кількість опадів тут коливається від менш ніж 600 мм на північному сході до 1600 мм на більш родючому і густонаселеному південному заході. Більшість опадів випадає під час сезону дощів з грудня по квітень. З травня по листопад на Сумбі триває яскраво виражений сухий сезон.

## Флора
Історично на острові Сумба домінували мусонні ліси, дерева в яких скидали листя під час тривалого сухого сезону. Їх основу складали білі сандали (Santalum album), деревина яких високо цінувалася. На південних схилах пагорбів, що простягаються уздовж південного узбережжя та залишаються вологими протягом сухого сезону завдяки південно-східним пасатам, зустрічалися вічнозелені дощові ліси, у яких домінували представники родини діптерокарпових (Dipterocarpaceae). Найбільша збережена ділянка дощових лісів знаходиться на схилах гори Ванггаметі, найвищої вершини острова. Також на Сумбі зустрічалися відкриті луки та савани. Вздовж річок, що протікали через ці савани, росли великі галерейні ліси, в підліску яких зустрічалися ендемічні індійські росички (Drosera indica). Більша частина лісів на Сумбі була знищена за останні століття внаслідок регулярних пожеж, які навмисне розпалювалися людьми.

## Фауна
На Сумбі зустрічається 17 місцевих видів ссавців, зокрема макаки-крабоїди (Macaca fascicularis), хатні сункуси (Suncus murinus), яванські білозубки (Crocidura maxi), а також велетенські крилани (Pteropus vampyrus), майже ендемічні сумбанські листоноси (Hipposideros sumbae) та зондські крилани (Acerodon mackloti). На острові були інтродуковані азійські мусанги (Paradoxurus hermaphroditus) та смугасті свині (Sus scrofa vittatus). Ендемічні ссавці на Сумбі відсутні.
Орнітофауна екорегіону нараховує близько 180 видів птахів. Серед ендемічних птахів, поширених на Сумбі, слід відзначити сумбійського вінаго (Treron teysmannii), рожевоволого тілопо (Ptilinopus dohertyi), сумбійську триперстку (Turnix everetti), сумбейську сплюшку (Otus silvicola), плямистоголову сову-голконога (Ninox rudolfi), сумбайську сову-голконога (Ninox sumbaensis), сумбійського калао (Rhyticeros everetti), оранжевочубого какаду (Cacatua citrinocristata), сумбійського папугу (Eclectus cornelia), сумбейську медовичку (Myzomela dammermani), сумбанську джунглівницю (Eumyias stresemanni), сумбійську мухоловку (Muscicapa segregata), бронзову мухоловку (Ficedula harterti) та сумбейську маріку (Cinnyris buettikoferi). Майже ендемічними представниками екорегіону, які також зустрічаються на сусідніх островах, є тиморські горлиці (Geopelia maugeus), сундайські дрімлюги (Caprimulgus meesi), сумбайські салангани (Collocalia sumbawae), золотоволі лорікети (Trichoglossus capistratus), тиморські альціони (Todiramphus australasia), сріблисті шикачики (Coracina personata), сундайські шикачики (Edolisoma dohertyi), середні дронго (Dicrurus densus), рудолобі окулярники (Heleia wallacei), чорношиї квічалі (Geokichla dohertyi), чорноспинні квіткоїди (Dicaeum maugei), темно-сірі квіткоїди (Dicaeum sanguinolentum), бліді мунії (Lonchura pallida) та темноголові мунії (Lonchura quinticolor).

## Збереження
Майже три чверті лісів Сумби були знищені та перетворені на сільськогосподарські угіддя або деградували та перетворилися на савани й луки. Від ізольованих й фрагментованих залишків лісів залежить багато ендемічних птахів. деякі з яких перебувають під загрозою зникнення. Основними загрозами для збереження природи регіону є вирубка та спалювання лісів, надмірний випас худоби та браконьєрство.
Оцінка 2017 року показала, що 1185 км², або 11 % екорегіону, є заповідними територіями. Природоохоронні території включають Національний парк Лайвангі-Ванггаметі та Національний парк Манупеу-Танах-Дару.